# Rosenberg & Sellier

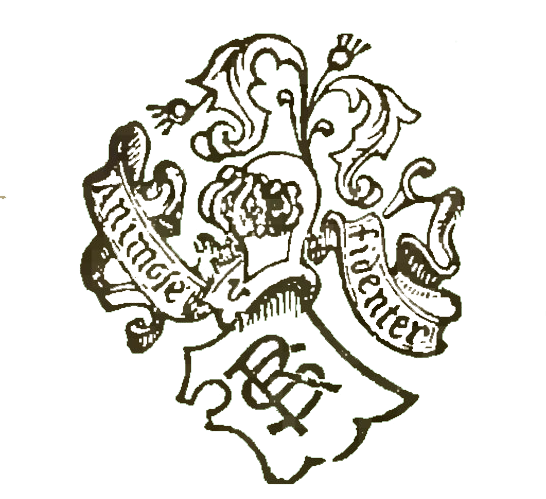
Primo logo dell'azienda

Rosenberg & Sellier è una casa editrice fondata a Torino nel 1883 da Ugo Rosenberg ed Arturo Sellier.
Nata inizialmente come libreria internazionale, iniziò presto a pubblicare in proprio, raggiungendo la notorietà con alcuni dizionari che restano nella storia della cultura italiana.
In oltre 130 anni di storia si è ritagliata un ruolo di rilievo nel panorama dell'editoria scientifica, coltivando importanti collaborazioni con il mondo dell'università e con i settori più avanzati della ricerca, prestando una particolare attenzione alle tematiche più stimolanti del dibattito pubblico.
Dal 1961 pubblica il noto Dizionario Georges-Calonghi : Latino-Italiano, chiamato anche Georges-Badellino-Calonghi, che è considerato una delle massime autorità della lingua latina, al pari del Rocci per il greco.
Nel 1972 entra in azienda Ugo Gianni Rosenberg, che diviene amministratore unico della casa di proprietà della famiglia Rosenberg, rilevata nel 1989, per il 25%, da Zanichelli.
Dal 2015 l'attività di Rosenberg & Sellier si integra con l'esperienza di Lexis Compagnia Editoriale in Torino, grazie alla quale è recentemente approdata sul portale internazionale Open Edition. Per far fronte al cambiamento avvenuto nell'ambito della ricerca e della didattica scientifica, infatti, diventa necessario fornire nuove proposte di processo editoriale, cui Lexis è decisamente orientata.
Oltre ai volumi pubblicati all'interno delle prestigiose collane, vanno ricordate le riviste: Studi Francesi, Quaderni di Sociologia e Rivista di Estetica, anch'esse presenti sul portale Revues.org.